# Światowe Dni Młodzieży 2019
34. Światowe Dni Młodzieży – spotkanie młodych katolików, które odbyło się w dniach 22−27 stycznia 2019 w Panamie. Informację o organizacji tego wydarzenia podał papież Franciszek 31 lipca 2016 podczas mszy kończącej ŚDM 2016 w Krakowie.
9 kwietnia 2017 polska młodzież przekazała Krzyż Światowych Dni Młodzieży i Ikonę Matki Bożej reprezentantom Panamy.

## Termin głównych uroczystości
Andrés Carrascosa Coso (nuncjusz w Panamie) ogłosił, że Światowe Dni Młodzieży będą odbywać się zimą 2019. W styczniu 2017 arcybiskup Panamy ogłosił, że 34. Światowe Dni Młodzieży odbędą się 22−27 stycznia 2019.

## Logo i hymn
14 maja 2017 podczas mszy świętej w hali Arena im. Roberto Durana zaprezentowano logo ŚDM w Panamie. Stylizowany zarys Kanału Panamskiego na tle granic tego kraju, krzyż pielgrzymi oraz zarys postaci Maryi z 5 gwiazdami nad Jej głową, a wszystko to ujęte w kształcie serca.
Autorką logo jest studentka architektury Ambar Calvo. Logo przedstawia kartograficzne kontury Panamy zaznaczone niebieskim kolorem, czerwony krzyż po lewej stronie symbolizuje pielgrzyma.
Całe logo naznaczone jest symboliką Maryi, a Matka Boża – jako Gwiazda oraz Most świata i Serce wszechświata – jest w jego centrum. Nad Jej głową symbolicznie przedstawiono Pięć gwiazd, czyli pięć kontynentów, z których przybędzie młodzież do Panamy.
3 lipca 2017 (czasu panamskiego) został zaprezentowany hymn ŚDM „Niech Mi się stanie według słowa Twego”, którego autorem jest panamski katechista i kantor, Abdiel Jiménez.

## Patroni
Patronami są:
- Święty Józef Sánchez del Río
- Święty Juan Diego
- Błogosławiona s. Maria Romero Meneses
- Święty Oskar Romero
- Święty Jan Bosko
- Święty Jan Paweł II
- Święty Marcin de Porrès
- Święta Róża z Limy

## Harmonogram głównych wydarzeń

### 22 stycznia – msza inaugurująca
- Pod przewodnictwem arcybiskupa Panamy José Domingo Ulloa Mendieta na Cinta Costera. Wzięło w niej udział ok. 75 tysięcy wiernych z różnych krajów[12].

Podczas homilii do młodych, arcybiskup Panamy powiedział: 

Być świętym, drodzy młodzi, to nie jest mit, to rzeczywistość. To dlatego przyszliśmy tutaj w pielgrzymce – aby być świętymi, aby być świadkami życia jak nimi byli patronowie ŚDM w Panamie – Marcin de Porres, Róża z Limy, Juan Diego, José Sánchez del Río, Jan Bosko, siostra Maria Romero Meneses, Jan Paweł II i przede wszystkim Oscar Arnulfo Romero” – mówił do młodych przybyłych do Panamy abp Ulloa Mendieta.

### 24 stycznia – spotkanie z papieżem na Campo Santa Maria la Antigua
Papież udał się na Campo Santa Maria la Antigua, rozpoczynając swoją homilię, przywitał młodzież z całego świata. Powiedział również: 

Wiem, że dotarcie tutaj nie było łatwe. Wiem, jaki wysiłek, jakie wyrzeczenia podjęliście, aby uczestniczyć w tym dniu. Wiele dni pracy i poświęcenia, spotkań refleksji i modlitwy, których nagrodą jest w dużej mierze sama droga. Uczeń to nie tylko ten, który przychodzi na miejsce, ale który zaczyna od decyzji, który nie boi się zaryzykować i wyruszyć w drogę.

### 25 stycznia – droga krzyżowa na Campo Santa Maria la Antigua
Na Campo Santa Maria la Antigua pod przewodnictwem papieża Franciszka i młodzieży z całego świata zostało odprawione nabożeństwo drogi krzyżowej. W swojej homilii papież powiedział:

Droga Jezusa na Kalwarię jest drogą cierpienia i samotności, która wciąż trwa w naszych czasach. Idzie On i cierpi w wielu obliczach, które cierpią z powodu zadowolonej i znieczulającej obojętności naszego społeczeństwa, społeczeństwa, które konsumuje i które zużywa się, które ignoruje innych i ignoruje siebie w cierpieniu swoich braci [...] Również my, Twoi przyjaciele, Panie, ulegamy apatii i marazmowi. Niejednokrotnie pokonał nas i sparaliżował konformizm. Trudno było rozpoznać Ciebie w cierpiącym bracie: odwracaliśmy wzrok, by nie widzieć; chroniliśmy się w hałasie, by nie słyszeć; zakryliśmy usta, żeby nie krzyczeć.

### 26 stycznia – wieczorne czuwanie modlitewne na Campo San Juan Pablo II
Na Campo San Juan Pablo II w obecności 400-600 tys. osób pod przewodnictwem papieża odbyło się czuwanie. W swojej homilii do młodych papież powiedział: 

Za chwilę spotkamy Jezusa, Jezusa żywego w Eucharystii. Z pewnością będziecie mieli Mu wiele do powiedzenia, wiele do opowiedzenia o różnych sytuacjach w waszym życiu, waszych rodzinach i krajach. Stając przed Jezusem twarzą w twarz, bądźcie odważni, nie bójcie się otworzyć przed Nim swego serca, by odnowił On ogień swojej miłości, aby pobudził was do przyjęcia życia ze wszystkimi jego kruchościami i małościami, ale również z całą jego wspaniałością i pięknem. Niech Jezus wam pomoże odkryć piękno, że żyjemy i jesteśmy przebudzeni, żywi i przebudzeni. Nie bójcie się powiedzieć Jezusowi, że także i wy chcecie wziąć udział w Jego historii miłości w świecie, że jesteście gotowi na coś więcej!

na koniec papież zaapelował do młodych:

Przyjaciele: proszę was, abyście w tym spotkaniu twarzą w twarz z Jezusem byli dobrzy i pomodlili się także za mnie, abym i ja nie bał się przyjąć życia, bym potrafił strzec korzeni i mówił jak Maryja: „Niech mi się stanie według Twego słowa!”.

### 27 stycznia – msza kończąca ŚDM na Campo San Juan Pablo II
Na błoniach św. Jana Pawła II z udziałem 700 tys. wiernych, pod przewodnictwem papieża Franciszka została odprawiona eucharystia kończąca ŚDM w Panamie. W swojej homilii papież powiedział: 

„Pan i jego misja nie są «międzyczasem» w naszym życiu i czymś ulotnym: są naszym życiem”

Na koniec mszy wieńczącej spotkanie młodych, ogłoszono, że następne spotkanie młodych odbędzie się w 2022 roku w Lizbonie.
20 kwietnia 2020 z powodu pandemii zakaźnej choroby COVID-19 wywoływanej przez koronawirusa SARS-CoV-2 spotkanie młodych przesunięto na 2023.